# Gobierno Autónomo Municipal de La Paz
Gobierno Autónomo Municipal de La Paz es el nombre oficial de la instancia de gobierno del municipio de La Paz, oficialmente Nuestra Señora de La Paz, que alberga entre otras poblaciones a la ciudad de La Paz, sede de gobierno de Bolivia.
De acuerdo a la Ley de Autonomías, y la organización territorial de Bolivia los municipios bolivianos tienen la potestad de elegir sus alcaldes en elecciones locales.
El Gobierno Autónomo Municipal de La Paz, también conocido por sus siglas: GAMLP se compone del poder ejecutivo, representado por el alcalde y su equipo y el Concejo Municipal constituido por representantes elegidos, igualmente, por voto popular a través de elecciones municipales cada 5 años.
Como resultado de las Elecciones subnacionales de Bolivia de 2021 y tras obtener el 49,2% de votos del municipio Iván Arias Durán asumió el cargo de alcalde de La Paz el 5 de mayo de 2021 por el periodo 2021-2025

## División política y administrativa
El municipio de La Paz se halla dividido, para su administración, en nueve macrodistritos, cada uno de ellos bajo la tuición de una subalcaldía y una autoridad denominada subalcalde, a través de estas entidades se descentralizan algunas actividades administrativas e impositivas.
Los macrodistritos urbanos suman siete y se hallan en el extremo Sur del municipio, concentran la mayor parte de la población:
1. Subalcaldía Cotahuma - MD1
2. Subalcaldía Maximiliano Paredes - MD2
3. Subalcaldía Periférica - MD3
4. Subalcaldía San Antonio - MD4
5. Subalcaldía Sur - MD5
6. Subalcaldía Mallasa - MD6
7. Subalcaldía Centro - MD7

Los macrodistritos rurales, corresponden al área rural del municipio y  ocupan la mayor superficie del mismo.
1. Subalcaldía Hampaturi - MD8
2. Subalcaldía Zongo - MD9

| Macrodistritos del Municipio de La Paz |               |           |            |        |      |
| Urban areas of La Paz                  |               |           |            |        |      |
| #                                      | Macrodistrito | Población | Área (km²) | Tipo   | Mapa |
| 1                                      | Cotahuma      | 153,655   | 16,10      | Urbano |      |
| 2                                      | Max Paredes   | 164,566   | 13,31      | Urbano |      |
| 3                                      | Periférica    | 159,123   | 26,05      | Urbano |      |
| 4                                      | San Antonio   | 115,659   | 22,59      | Urbano |      |
| 5                                      | Zona Sur      | 127,228   | 64,15      | Urbano |      |
| 6                                      | Mallasa       | 5,082     | 32,68      | Urbano |      |
| 7                                      | Centro        | 64,272    | 5,22       | Urbano |      |
| 8                                      | Hampaturi     |           |            | Rural  |      |
| 9                                      | Zongo         |           |            | Rural  |      |

## Autoridades ejecutivas
La organización del GAMLP, incluye diferentes niveles ejecutivos por sectores,  para la gestión 2023 las Secretarias Municipales se organizan de la siguiente forma:
1. Secretaría Ejecutiva Municipal
2. Secretaría Municipal de Salud y Deportes
3. Secretaría Municipal de Educación y Desarrollo Social
4. Secretaría Municipal de Movilidad y Seguridad Ciudadana
5. Secretaría Municipal de Infraestructura Pública
6. Secretaría Municipal de Desarrollo Económico
7. Secretaría Municipal de Planificación
8. Secretaría Municipal de Finanzas
9. Secretaría Municipal de Culturas y Turismo
10. Secretaría Municipal de Gestión Integral de Riesgos
11. Secretaría Municipal de Gestión Ambiental y Energías Renovables